# Marnay (Saona y Loira)
 Marnay  es una población y comuna francesa, en la región de Borgoña, departamento de Saona y Loira, en el distrito de Chalon-sur-Saône y cantón de Chalon-sur-Saône-Sud.

## Demografía
| 420 | 397 | 379 | 426 | 471 | 447 |
| Para los censos de 1962 a 1999 la población legal corresponde a la población sin duplicidades (Fuente: INSEE [Consultar]) |     |     |     |     |     |

En el 2009 contaba con 491 habitantes.